# Hipèrbaton
L'hipèrbaton és una figura retòrica sintàctica que consisteix a alterar l'ordre dels mots habitual d'una llengua, canviant i fins forçant la posició dels elements d'una frase. És un recurs usat a la poesia per causar estranyesa i remarcar que es tracta d'un registre literari o per raons de rima i mètrica.

## Exemples
Literatura
- «És l'amo un homenàs de bona planta» (Josep Maria de Sagarra, El comte Arnau), en comptes de dir «L'amo és un homenàs de bona planta».
- «Catalans! tots en peu,
l'Escorial deixem-los
per trofeu.» (Joan Salvat-Papasseit)

Llenguatge publicitari
- «Menys de fer sentir el sol, ens ocupem de tot.» (Àrea Metropolitana de Barcelona)
- «Perquè existeix la teva pell existeix Diadermin.» (Propaganda de Diadermin)